# Дискурси про сіль і залізо
Дискурси про сіль і залізо (кит. трад.: 鹽鐵論; піньїнь: Yán Tiě Lùn) — дебати, що відбулися при імператорському дворі у 81 році до н. е., щодо державної політики в Китаї за правління династії Хань. Попередній імператор, Лю Че, скасував політику laissez-faire своїх попередників і ввів широке розмаїття державних інтервенцій, таких як: впровадження державних монополій на видобуток у Китаї солі й заліза, схеми стабілізації цін і податок на капітал. Ці дії спричинили палкі дебати з приводу політики імператора. Після його смерті, під час правління Лю Фуліна, регент Хо Гуан закликав усіх вчених імперії прийти до столиці, Чананя, для обговорення державної економічної політики.
У дебатах вирізнялися дві фракції, що протистояли одна одній, — реформісти та модерністи. Реформісти були здебільшого конфуціанськими вченими, що протистояли політиці імператора Лю Че та вимагали скасування монополій на сіль і залізо, припинення державних схем зі стабілізації цін і величезних скорочень державних видатків, щоб полегшити тягар на суспільстві. Модерністи підтримували продовження політики імператора Лю Че, щоб спрямувати прибутки приватних торговців у державну казну з метою фінансування урядових військових і колонізаторських кампаній на півночі та заході.
Результати цих дебатів були змішаними. Модерністи були більш успішними та їх політика продовжувалася і після імператора Лю Че протягом більшої частини періоду Західної (Ранньої) Хань. Проте реформісти скасували цю політику, окрім державної монополії на карбування монет, під час Східної (Пізньої) Хань.
«Дискурси про сіль і залізо» збереглися у вигляді задокументованих діалогів, які являють собою цінне письмове свідчення економічних умов, політики й суспільних дискусій тогочасного Китаю.